# Steve Justice
Steve Justice (26 de maio de 1984, Lancaster, Pensilvânia) é um ex jogador de futebol americano que atuava na posição de center na NFL. Steve estudou na New Smyrna Beach High School na Flórida e depois jogou college football pela Wake Forest University.
Em 2008, Steve Justice foi selecionado no Draft de 2008 pelos Indianapolis Colts na sexta rodada como pick n° 201. Ele era cotado para substituir o veterano Center Jeff Saturday, depois que ele se aposentasse mas ele acabou sendo cortado pelos Colts em 4 de setembro de 2009. Steve atuou em algumas partidas como titular em 2008. 